# Greatest Hits... So Far!!!
Greatest Hits... So Far!!! es el álbum de grandes éxitos de la cantante estadounidense Pink en conmemoración a sus 10 años de carrera y fue lanzado el 15 de noviembre de 2010. Cuenta con 2 canciones nuevas que incluye «Raise Your Glass», el cual ha llegado a los primeros lugares en las principales listas musicales en el mundo y «Fuckin' Perfect», segundo sencillo que también ha logrado una gran acogida a nivel mundial ha logrado vender más de 4.5 millones de discos.

## Antecedentes
A principios de septiembre de 2010 Pink dijo en MTV Brasil que lanzaría un álbum de grandes éxitos a finales de 2010. Unos días más tarde se informó por el director Colione, que a principios trabajado con Pink en su Funhouse Carnival Tour, y que estaba filmando un nuevo video de Pink. Más tarde ese mes un representante de Sony confirmó que Pink lanzaría el álbum de grandes éxitos en noviembre de 2010 y se espera que lance un nuevo álbum a principios de 2011. El 15 de septiembre, Pink fue vista en una sesión de fotos en Los Ángeles y de acuerdo con el fotógrafo, es para su álbum de grandes éxitos. De acuerdo con hmv.com y Amazon.com, el álbum hasta ahora está disponible para pre-orden en edición estándar, así como un CD / DVD de edición de lujo. Se establece que la fecha de lanzamiento será el 15 de noviembre de 2010 para el Reino Unido, y el 16 de noviembre de 2010 para los Estados Unidos. El 28 de septiembre de 2010, Pink escribió en su Twitter, "En el estudio ha sido increíble! Estoy muy contenta con las nuevas canciones. Jodida diversión!! El nuevo vídeo se rodará la próxima semana." El 5 de octubre, el álbum se anunció oficialmente, junto con su cubierta.

## Sencillos
«Raise Your Glass» fue lanzado como el primer sencillo de este álbum, la canción, según en palabras de la cantante va dirigido para aquellas personas que son desadaptadas, la canción llegó al número 1 en Australia y Estados Unidos y llegó al top 10 en varios países siendo un gran éxito a nivel mundial.
«Fuckin' Perfect» fue seleccionado como segundo sencillo logrando entrar a varios charts mundial, el video musical se grabó el 5 de diciembre de 2010 y este fue estrenado el 19 de enero de 2011 en su página oficial, la canción también logró una gran acogida llegando al número 2 en Estados Unidos y entrando a la lista de las diez primeras en varios países como Australia y Reino Unido.

## Lista de canciones
| US edition |                                               |                                                        |          |  |
| N.º        | Título                                        | Música                                                 | Duración |  |
| 1.         | «Get the Party Started»                       | Linda Perry                                            | 3:12     |  |
| 2.         | «There You Go»                                | Kevin "She'kspere" Briggs, Kandi Burruss, P!nk         | 3:26     |  |
| 3.         | «Don't Let Me Get Me»                         | Dallas Austin, P!nk                                    | 3:31     |  |
| 4.         | «Just Like a Pill»                            | Dallas Austin, P!nk                                    | 3:57     |  |
| 5.         | «Family Portrait»                             | P!nk, Scott Storch                                     | 4:56     |  |
| 6.         | «Trouble»                                     | Tim Armstrong, P!nk                                    | 3:13     |  |
| 7.         | «Stupid Girls»                                | Pink, Billy Mann, Robin Mortensen Lynch                | 3:16     |  |
| 8.         | «Who Knew»                                    | Pink, Max Martin, Lukasz Gottwald                      | 3:28     |  |
| 9.         | «U + Ur Hand»                                 | Pink, Martin, Gottwald, Rami                           | 3:34     |  |
| 10.        | «Dear Mr. President» (featuring Indigo Girls) | Pink, Mann                                             | 4:33     |  |
| 11.        | «So What»                                     | Pink, Max Martin, Shellback                            | 3:35     |  |
| 12.        | «Sober»                                       | Pink, Nathaniel Hills, Kara DioGuardi, Marcella Ariaca | 4:11     |  |
| 13.        | «Please Don't Leave Me»                       | Pink, Max Martin                                       | 3:52     |  |
| 14.        | «Funhouse»                                    | Pink, Tony Kanal, Jimmy Harry                          | 3:25     |  |
| 15.        | «I Don't Believe You»                         | Pink, Max Martin                                       | 4:36     |  |
| 16.        | «Glitter in the Air»                          | Pink, Billy Mann                                       | 3:45     |  |
| 17.        | «Raise Your Glass»                            | Pink, Max Martin, Shellback                            | 3:24     |  |
| 18.        | «Fuckin' Perfect»                             | Pink, Max Martin, Shellback                            | 3:32     |  |
| 19.        | «Heartbreak Down»                             | Pink, Butch Walker                                     | 3:18     |  |

## Charts y certificaciones

### Semanales
| País           | Lista (2010)                   | Mejor Posición |
| -------------- | ------------------------------ | -------------- |
| Australia      | Australian Albums Chart        | 1              |
| Bélgica        | Belgian Album Chart (Flanders) | 32             |
| Bélgica        | Belgian Album Chart (Wallonia) | 35             |
| Estados Unidos | European Top 100 Albums        | 3              |
| Alemania       | German Albums Chart            | 3              |
| Alemania       | German Downloads Chart         | 4              |
| Alemania       | German Music DVD Top-20        | 15             |
| Hungría        | Hungarian Albums Chart         | 21             |
| Italia         | Italian Albums Chart           | 41             |
| Países Bajos   | Netherlands Album Chart        | 3              |
| Suecia         | Swedish Album Chart            | 8              |
| Reino Unido    | UK Albums Chart                | 5              |
| Estados Unidos | Billboard 200                  | 5              |

### Certificaciones
| País           | Organismo certificador | Certificación | Ventas certificadas |
| -------------- | ---------------------- | ------------- | ------------------- |
| Australia      | ARIA                   | 7× Platino    | 490 000             |
| Austria        | IFPI                   | Oro           | 10 000              |
| Bélgica        | BEA                    | Oro           | 15 000              |
| Canadá         | CRIA                   | 2× Platino    | 160 000             |
| Dinamarca      | IFPI                   | Platino       | 20 000              |
| Francia        | SNEP                   | Oro           | 50 000              |
| Alemania       | BVMI                   | Platino       | 200 000             |
| Hungría        | Mahasz                 | Oro           | 3000                |
| Irlanda        | IRMA                   | Platino       | 15 000              |
| Nueva Zelanda  | RIANZ                  | 2× Platino    | 30 000              |
| Suecia         | IFPI                   | Oro           | 20 000              |
| Suiza          | IFPI                   | Oro           | 15 000              |
| Reino Unido    | BPI                    | 2× Platino    | 600 000             |
| Estados Unidos | RIAA                   | Platino       | 1 000               |